# Oxira griseopulverata
Oxira griseopulverata är en fjärilsart som beskrevs av Schultz. 1937. Oxira griseopulverata ingår i släktet Oxira och familjen nattflyn. Inga underarter finns listade i Catalogue of Life.